# Čirč
Čirč é um município da Eslováquia, situado no distrito de Stará Ľubovňa, na região de Prešov. Tem 20,19 km² de área e sua população em 2018 foi estimada em 1.307 habitantes.

## Demografia
| Ano:        | 1994 | 2004    | 2014   | 2024    |
| ----------- | ---- | ------- | ------ | ------- |
| Broj ljudi: | 1014 | 1155    | 1259   | 1437    |
| Razlika:    |      | +13,90% | +9,00% | +14,13% |

| Ano:               | 2023 | 2024   |
| ------------------ | ---- | ------ |
| Número de pessoas: | 1410 | 1437   |
| Diferença:         |      | +1,91% |